# One and Three Chairs
One and Three Chairs est une œuvre de l'artiste américain Joseph Kosuth, datant de 1965. Elle est emblématique du mouvement de l'art conceptuel.
Elle appartient à la série One and Three, que Joseph Kosuth entame en 1965 (il est né en 1945).

## L'oeuvre
One and Three Chairs met en équivalence trois représentations d’un même objet (sans répétition formelle, puisqu'elle utilise un objet, une image et le langage).
L'œuvre est constituée de trois éléments : 
- au centre, une chaise banale posée au sol ;
- à gauche, une photographie en noir et blanc de cette chaise, à la même taille ;
- à droite, le photostat de la définition agrandie du mot « chaise », telle que la donne un dictionnaire.

## Versions
Il en existe au moins quatre versions différentes, qui se distinguent par les chaises utilisées et les définitions :
- La définition du mot anglais « Chair », tirée d'un dictionnaire anglais (New York, Museum of Modern Art) ;
- La définition du mot anglais « Chair », tirée d'un dictionnaire bilingue anglais-français (Paris, Musée national d'art moderne, Centre Pompidou) ;
- La définition du mot anglais « Chair », tirée d'un dictionnaire bilingue anglais-espagnol (Madrid, Museo Nacional Centro de Arte Reina Sofía) ;
- La définition du mot anglais « Chair », tirée d'un dictionnaire bilingue anglais-allemand (Weimar, Neues Museum Weimar, Sammlung Paul Maenz).